# Sally Green
Sally Green, verheiratete Sally Prouty, (* 23. Dezember 1922 in St. Louis; † 7. September 2014) war eine US-amerikanische Tischtennisspielerin. In den 1940er Jahren war sie die beste Tischtennisspielerin der Vereinigten Staaten und nahm 1955 an der Weltmeisterschaft teil.

## Leben
Sally Green war wegen gesundheitlicher Probleme in ihrer Kindheit dazu angehalten, Sport zu betreiben. Zunächst legte sie den Schwerpunkt auf Schwimmen, mit 11 Jahren begann sie unter Anleitung ihres Vaters Fred Green mit dem Tischtennissport. Hier machte sie rasche Fortschritte. Zunächst gewann sie einige lokale nationale Turniere, von 1940 bis 1944 wurde sie fünfmal in Folge amerikanische Meisterin. Eine Einladung zur Weltmeisterschaft 1938 lehnte sie ab, da sie ihrer schulischen Ausbildung Priorität einräumte und zudem mit dem Klavierspielen begann. 1955 nahm sie an der Weltmeisterschaft teil, mit der amerikanischen Damenmannschaft kam sie auf Platz zehn.
1979 wurde sie in die Hall of Fame des amerikanischen Tischtennis aufgenommen.

## Sonstige Aktivitäten
Sally Prouty-Green engagierte sich auch im Musikbereich, insbesondere spielte sie Klavier und Orgel und sang auch selbst (ließ also nicht andere für sich singen). Sie studierte an der Butler University. 

## Turnierergebnisse
| Verband | Veranstaltung     | Jahr | Ort     | Land | Einzel    | Doppel    | Mixed     | Team |
| ------- | ----------------- | ---- | ------- | ---- | --------- | --------- | --------- | ---- |
| USA     | Weltmeisterschaft | 1955 | Utrecht | NED  | letzte 64 | letzte 64 | letzte 16 | 10   |